# Kenneth Lantz
Nils Kenneth Ivan Lantz, född 22 juni 1949 i Helsingborg (Maria), är en svensk politiker (kristdemokrat), som var riksdagsledamot 1991–1994 och 1998–2006. Han var under senaste mandatperioden suppleant i kulturutskottet och socialförsäkringsutskottet. Lantz var invald för Skåne läns västra valkrets. Han är försäkringsrådgivare.